# Premi a la Millor Jugadora d'Europa de la UEFA
El Premi a la Millor Jugadora d'Europa de la UEFA (originalment en anglès: UEFA Women's Player of the Year Award) és un premi de futbol que s'atorga a la futbolista femenina que és considerada la millor jugadora que juga per un club europeu en la temporada prèvia. El premi va ser anunciat l'any 2013, dos anys després de la creació del Premi al Millor Jugador de la UEFA, el premi equivalent per a futbolistes masculins.
Nadine Angerer, Lena Goeßling, i Lotta Schelin van formar part de la llista de candidates al títol el primer any, amb Nadine Angerer com a guanyadora el 5 de setembre de 2013 durant els sortejos de la ronda de 32 i 16 per a la Lliga de Campions Femenina de la UEFA 2013-14. Alexia Putellas es va convertir en la primera futbolista catalana en guanyar aquest títol la temporada 2020-21, després d'aconseguir la Lliga, la Copa i la Champions amb el FC Barcelona. El segon i tercer lloc els van ocupar les seves companyes d'equip Jenni Hermoso i Lieke Martens, respectivament. El 2022-23 fou Aitana Bonmatí qui va succeir a la seva companya d'equip, que havia repetit dos anys seguits, després d'haver guanyat la Lliga de Campiones, la Lliga, la Supercopa i la Copa del Món femenina.

## Criteris i votació
Segons la UEFA, les jugadores són seleccionades basant-se en les seves actuacions en aquell any dins «totes les competicions, tant a nivell domèstic i internacional, i a club i nivells d'equip nacional». Pel premi inaugural, les jugadores van ser nomenades pels entrenadors dels dotze equips nacionals que van participar en l'etapa de grups de l'Eurocopa Femenina de Futbol 2013 i els entrenadors dels vuit equips que van arribar a quarts de final de la Lliga de Campions Femenina de la UEFA 2012-13. Les candidates van ser llavors votades per divuit periodistes d'esports que cobreixen el futbol femení, escollits per l'organització European Sports Media. Cadascun dels votants va seleccionar la seva tria per a les tres primeres posicions, donant a la seva primera elecció cinc punts, a la segona elecció tres punts, i a la tercera elecció un punt. A partir d'aquesta ronda inicial de votació, se selecciona una llista de tres jugadores i es determina l'ordre de la quarta posició a la desena. La guanyadora, la segona i la tercera es decideixen en una segona ronda de votacions, que té lloc durant els sortejos de la ronda de setzens i vuitens de final de la Lliga de Campions Femenina de la UEFA.

## Historial

### Guanyadores
| Edició | Temporada | Primera                         | Segona                          | Tercera                        |
| ------ | --------- | ------------------------------- | ------------------------------- | ------------------------------ |
| I      | 2012-13   | Nadine Angerer (Frankfurt)      | Lena Goeßling (VfL Wolfsburg)   | Lotta Schelin (Lyon)           |
| II     | 2013-14   | Nadine Keßler (VfL Wolfsburg)   | Martina Müller (VfL Wolfsburg)  | Nilla Fischer (VfL Wolfsburg)  |
| III    | 2014-15   | Célia Šašić (Frankfurt)         | Amandine Henry (Lyon)           | Dzsenifer Marozsán (Frankfurt) |
| IV     | 2015-16   | Ada Hegerberg (Lyon)            | Amandine Henry (Lyon)           | Dzsenifer Marozsán (Frankfurt) |
| V      | 2016-17   | Lieke Martens (FC Barcelona)    | Pernille Harder (VfL Wolfsburg) | Dzsenifer Marozsán (Lyon)      |
| VI     | 2017-18   | Pernille Harder (VfL Wolfsburg) | Ada Hegerberg (Lyon)            | Amandine Henry (Lyon)          |
| VII    | 2018-19   | Lucy Bronze (Lyon)              | Ada Hegerberg (Lyon)            | Amandine Henry (Lyon)          |
| VIII   | 2019-20   | Pernille Harder (VfL Wolfsburg) | Wendie Renard (Lyon)            | Lucy Bronze (Lyon)             |
| IX     | 2020-21   | Alèxia Putellas (FC Barcelona)  | Jenni Hermoso (FC Barcelona)    | Lieke Martens (FC Barcelona)   |
| X      | 2021-22   | Alèxia Putellas (FC Barcelona)  | Beth Mead (Arsenal WFC)         | Lena Oberdorf (VfL Wolfsburg)  |
| XI     | 2022-23   | Aitana Bonmatí (FC Barcelona)   | Sam Kerr (Chelsea FC)           | Olga Carmona (Reial Madrid)    |

#### Per jugadora
| #  | Nom                | Primer lloc | Segon lloc | Tercer lloc |
| -- | ------------------ | ----------- | ---------- | ----------- |
| 1  | Pernille Harder    | 2           | 1          | 0           |
| 2  | Alèxia Putellas    | 2           | 0          | 0           |
| 3  | Ada Hegerberg      | 1           | 2          | 0           |
| 4  | Lucy Bronze        | 1           | 0          | 1           |
| 4  | Lieke Martens      | 1           | 0          | 1           |
| 6  | Nadine Angerer     | 1           | 0          | 0           |
| 6  | Nadine Keßler      | 1           | 0          | 0           |
| 6  | Célia Šašić        | 1           | 0          | 0           |
| 6  | Aitana Bonmatí     | 1           | 0          | 0           |
| 10 | Amandine Henry     | 0           | 2          | 2           |
| 11 | Lena Goeßling      | 0           | 1          | 0           |
| 11 | Martina Müller     | 0           | 1          | 0           |
| 11 | Wendie Renard      | 0           | 1          | 0           |
| 11 | Jennifer Hermoso   | 0           | 1          | 0           |
| 11 | Beth Mead          | 0           | 1          | 0           |
| 11 | Sam Kerr           | 0           | 1          | 0           |
| 17 | Dzsenifer Marozsán | 0           | 0          | 3           |
| 18 | Lotta Schelin      | 0           | 0          | 1           |
| 18 | Nilla Fischer      | 0           | 0          | 1           |
| 18 | Lena Oberdorf      | 0           | 0          | 1           |
| 18 | Olga Carmona       | 0           | 0          | 1           |

#### Per país
|   | País          | Primer lloc | Segon lloc | Tercer lloc |
| - | ------------- | ----------- | ---------- | ----------- |
| 1 | Alemanya      | 3           | 2          | 4           |
| 2 | Espanya       | 3           | 1          | 1           |
| 3 | Dinamarca     | 2           | 1          | 0           |
| 4 | Noruega       | 1           | 2          | 0           |
| 5 | Anglaterra    | 1           | 1          | 1           |
| 6 | Països Baixos | 1           | 0          | 1           |
| 7 | França        | 0           | 3          | 2           |
| 8 | Austràlia     | 0           | 1          | 0           |
| 9 | Suècia        | 0           | 0          | 2           |

#### Per club
|   | Club                             | Primer lloc | Segon lloc | Tercer lloc |
| - | -------------------------------- | ----------- | ---------- | ----------- |
| 1 | FC Barcelona                     | 4           | 1          | 1           |
| 2 | VfL Wolfsburg                    | 3           | 3          | 2           |
| 3 | Olympique Lyonnais               | 2           | 5          | 5           |
| 4 | 1. Frauen-Fußball-Club Frankfurt | 2           | 0          | 2           |
| 5 | Arsenal WFC                      | 0           | 1          | 0           |
| 6 | Chelsea FC                       | 0           | 1          | 0           |
| 7 | Reial Madrid CF                  | 0           | 0          | 1           |

### Finalistes

#### 2012–13
| Posició | Jugadora               | Primera ronda | Ronda final | Club          |
| ------- | ---------------------- | ------------- | ----------- | ------------- |
| 1       | Nadine Angerer         | –             | 10          | Frankfurt     |
| 2       | Lena Goeßling          | –             | 6           | VfL Wolfsburg |
| 3       | Lotta Schelin          | –             | 2           | Lyon          |
| 4       | Nadine Keßler          | 16            | –           | VfL Wolfsburg |
| 5       | Verónica Boquete       | 11            | –           | Tyresö        |
| 6       | Caroline Seger         | 8             | –           | Tyresö        |
| 7       | Nilla Fischer          | 6             | –           | Linköping     |
| 8       | Célia Okoyino da Mbabi | 4             | –           | Frankfurt     |
| 9       | Wendie Renard          | 3             | –           | Lyon          |
| 10      | Louisa Nécib           | 2             | –           | Lyon          |

```
Font:
[
7
]
[
8
]
```

#### 2013–14
| Posició | Jugadora         | Primera ronda | Ronda final | Club          |
| ------- | ---------------- | ------------- | ----------- | ------------- |
| 1       | Nadine Keßler    | –             | 9           | VfL Wolfsburg |
| 2       | Martina Müller   | –             | 3           | VfL Wolfsburg |
| 3       | Nilla Fischer    | –             | 0           | VfL Wolfsburg |
| 4       | Lena Goeßling    | 6             | –           | VfL Wolfsburg |
| 5       | Verónica Boquete | 5             | –           | Tyresö        |
| 5       | Lotta Schelin    | 5             | –           | Lyon          |
| 7       | Marta            | 3             | –           | Tyresö FF     |
| 7       | Alexandra Popp   | 3             | –           | VfL Wolfsburg |
| 7       | Caroline Seger   | 3             | –           | Tyresö FF     |
| 10      | Christen Press   | 2             | –           | Tyresö FF     |

#### 2014–15
| Posició | Jugadora           | Primera ronda | Ronda final | Club                |
| ------- | ------------------ | ------------- | ----------- | ------------------- |
| 1       | Célia Šašić        | –             | 11          | Frankfurt           |
| 2       | Amandine Henry     | –             | 4           | Lyon                |
| 3       | Dzsenifer Marozsán | –             | 3           | Frankfurt           |
| 4       | Verónica Boquete   | 8             | –           | Frankfurt           |
| 4       | Anja Mittag        | 8             | –           | Rosengård           |
| 6       | Eugénie Le Sommer  | 7             | –           | Lyon                |
| 7       | Ramona Bachmann    | 6             | –           | Rosengård           |
| 8       | Wendie Renard      | 4             | –           | Lyon                |
| 9       | Caroline Seger     | 3             | –           | Paris Saint-Germain |
| 10      | Nadine Angerer     | 2             | –           | Portland Thorns     |
| 10      | Simone Laudehr     | 2             | –           | Frankfurt           |
| 12      | Alexandra Popp     | 0             | –           | VfL Wolfsburg       |

#### 2015–16
| Posició | Jugadora           | Primera ronda | Ronda final | Club          |
| ------- | ------------------ | ------------- | ----------- | ------------- |
| 1       | Ada Hegerberg      | –             | 13          | Lyon          |
| 2       | Amandine Henry     | –             | 4           | Lyon          |
| 3       | Dzsenifer Marozsán | –             | 3           | Frankfurt     |
| 4       | Saki Kumagai       | 11            | –           | Lyon          |
| 5       | Wendie Renard      | 10            | –           | Lyon          |
| 6       | Louisa Nécib       | 9             | –           | Lyon          |
| 6       | Alexandra Popp     | 9             | –           | VfL Wolfsburg |
| 8       | Camille Abily      | 6             | –           | Lyon          |
| 9       | Eugénie Le Sommer  | 3             | –           | Lyon          |
| 10      | Amel Majri         | 2             | –           | Lyon          |

Font:

#### 2016–17
| Posició | Jugadora              | Primera ronda | Ronda final | Club            |
| ------- | --------------------- | ------------- | ----------- | --------------- |
| 1       | Lieke Martens         | –             | 95          | FC Barcelona    |
| 2       | Pernille Harder       | –             | 81          | VfL Wolfsburg   |
| 3       | Dzsenifer Marozsán    | –             | 47          | Lyon            |
| 4       | Vivianne Miedema      |               | –           | Bayern de Múnic |
| 5       | Eugénie Le Sommer     |               | –           | Lyon            |
| 6       | Wendie Renard         |               | –           | Lyon            |
| 7       | Jackie Groenen        |               | –           | Frankfurt       |
| 8       | Lucy Bronze           |               | –           | Manchester City |
| 9       | Jodie Taylor          |               | –           | Arsenal         |
| 10      | Shanice van de Sanden |               | –           | Liverpool       |

```
Font:
[
11
]
[
12
]
```

#### 2017–18
| Posició | Jugadora              | Primera ronda | Ronda final | Club          |
| ------- | --------------------- | ------------- | ----------- | ------------- |
| 1       | Pernille Harder       | –             | 106         | VfL Wolfsburg |
| 2       | Ada Hegerberg         | –             | 61          | Lyon          |
| 3       | Amandine Henry        | –             | 41          | Lyon          |
| 4       | Dzsenifer Marozsán    | 32            | –           | Lyon          |
| 5       | Lucy Bronze           | 20            | –           | Lyon          |
| 6       | Lieke Martens         | 17            | –           | Barcelona     |
| 7       | Wendie Renard         | 16            | –           | Lyon          |
| 8       | Fran Kirby            | 15            | –           | Chelsea       |
| 9       | Eugénie Le Sommer     | 13            | –           | Lyon          |
| 10      | Shanice van de Sanden | 7             | –           | Lyon          |

```
Font:
[
13
]
[
14
]
```

#### 2018–19
| Posició | Jugadora               | Primera ronda | Ronda final | Club            |
| ------- | ---------------------- | ------------- | ----------- | --------------- |
| 1       | Lucy Bronze            | –             | 88          | Lyon            |
| 2       | Ada Hegerberg          | –             | 56          | Lyon            |
| 3       | Amandine Henry         | –             | 44          | Lyon            |
| 4       | Vivianne Miedema       | 31            | –           | Arsenal         |
| 5       | Ellen White            | 22            | –           | Birmingham City |
| 6       | Pernille Harder        | 21            | –           | VfL Wolfsburg   |
| 7       | Dzsenifer Marozsán     | 12            | –           | Lyon            |
| 8       | Caroline Graham Hansen | 10            | –           | VfL Wolfsburg   |
| 9       | Lieke Martens          | 9             | –           | Barcelona       |
| 9       | Wendie Renard          | 9             | –           | Lyon            |

```
Font:
[
15
]
[
16
]
```

#### 2019–20
| Posició | Jugadora                | Primera ronda | Ronda final | Club                |
| ------- | ----------------------- | ------------- | ----------- | ------------------- |
| 1       | Pernille Harder         | –             | 92          | VfL Wolfsburg       |
| 2       | Wendie Renard           | –             | 81          | Lyon                |
| 3       | Lucy Bronze             | –             | 28          | Lyon                |
| 4       | Vivianne Miedema        | 26            | –           | Arsenal             |
| 5       | Delphine Cascarino      | 24            | –           | Lyon                |
| 6       | Eugénie Le Sommer       | 13            | –           | Lyon                |
| 7       | Ada Hegerberg           | 11            | –           | Lyon                |
| 7       | Amel Majri              | 11            | –           | Lyon                |
| 9       | Marie-Antoinette Katoto | 8             | –           | Paris Saint-Germain |
| 10      | Dzsenifer Marozsán      | 7             | –           | Lyon                |

```
Font:
[
17
]
[
18
]
```

#### 2020-21
| Posició | Jugadora               | Primera ronda | Ronda final | Club      |
| ------- | ---------------------- | ------------- | ----------- | --------- |
| 1       | Alexia Putellas        | –             | 50          | Barcelona |
| 2       | Jenni Hermoso          | –             | 42          | Barcelona |
| 3       | Lieke Martens          | –             | 40          | Barcelona |
| 4       | Vivianne Miedema       | 32            | –           | Arsenal   |
| 5       | Aitana Bonmatí         | 29            | –           | Barcelona |
| 6       | Caroline Graham Hansen | 28            | –           | Barcelona |
| 7       | Sam Kerr               | 18            | –           | Chelsea   |
| 7       | Fran Kirby             | 18            | –           | Chelsea   |
| 9       | Pernille Harder        | 17            | –           | Chelsea   |
| 10      | Irene Paredes          | 11            | –           | Barcelona |

Font:

#### 2021-22
| Posició | Jugadora        | Primera ronda | Ronda final | Club            |
| ------- | --------------- | ------------- | ----------- | --------------- |
| 1       | Alexia Putellas | –             | 97          | FC Barcelona    |
| 2       | Beth Mead       | –             | 84          | Arsenal         |
| 3       | Lena Oberdorf   | –             | 47          | VfL Wolfsburg   |
| 4       | Alexandra Popp  | 35            | –           | VfL Wolfsburg   |
| 5       | Aitana Bonmatí  | 25            | –           | FC Barcelona    |
| 6       | Keira Walsh     | 18            | –           | Manchester City |
| 7       | Leah Williamson | 17            | –           | Arsenal         |
| 8       | Ada Hegerberg   | 12            | –           | Lyon            |
| 8       | Wendie Renard   | 12            | –           | Lyon            |
| 10      | Lina Magull     | 10            | –           | Bayern de Múnic |

Font:

#### 2022-23
| Posició | Jugadora               | Primera ronda | Ronda final | Club                |
| ------- | ---------------------- | ------------- | ----------- | ------------------- |
| 1       | Aitana Bonmatí         | –             | 308         | FC Barcelona        |
| 2       | Sam Kerr               | –             | 88          | Chelsea             |
| 3       | Olga Carmona           | –             | 72          | Real Madrid         |
| 4       | Mary Earps             | 55            | –           | Manchester United   |
| 5       | Salma Paralluelo       | 48            | –           | FC Barcelona        |
| 5       | Alexandra Popp         | 48            | –           | VfL Wolfsburg       |
| 7       | Keira Walsh            | 24            | –           | FC Barcelona        |
| 8       | Caroline Graham Hansen | 11            | –           | FC Barcelona        |
| 9       | Rachel Daly            | 8             | –           | Aston Villa         |
| 10      | Ewa Pajor              | 5             | –           | VfL Wolfsburg       |
| 11      | Kadidiatou Diani       | 4             | –           | Paris Saint-Germain |

Font: